# Unità trattamento aria

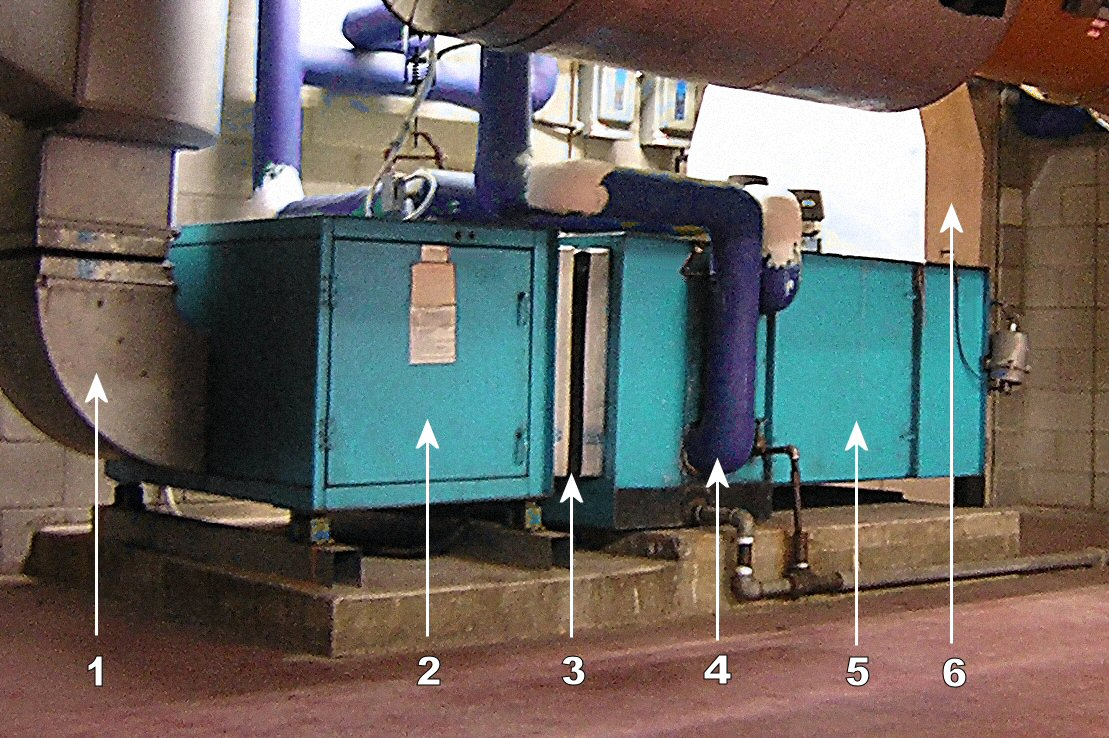
Tipica unità di trattamento aria con componenti: 1. condotto in ingresso, 2. compartimento del ventilatore, 3. connessione flessibile, 4. bobina di riscaldamento e/o raffrescamento, 5. compartimento del filtro, 6. condotto di ritorno e della nuova aria

L'unità trattamento aria, più nota con l'acronimo U.T.A., è un'apparecchiatura per il trattamento dell'aria negli ambienti chiusi. Solitamente è composta da una batteria di scambio termico ad acqua refrigerata (per cui l'evaporazione avviene nell'evaporatore della macchina frigorifera) e acqua calda, sia per il raffreddamento che per il riscaldamento, o da una batteria ad espansione diretta nel cui interno circola il gas refrigerante per cui l'evaporazione avviene nella batteria stessa all'interno dei locali di utilizzazione, da un filtro aria e da un ventilatore di aspirazione/mandata a bassa prevalenza.
Per grandi impianti di climatizzazione si adotta la definizione di Centrale di trattamento aria, ovvero C.T.A., siano essi a tutta aria esterna o ad aria miscelata. Il loro scopo è quello di prelevare l'aria trattandola a seconda delle necessità termo-igrometriche. I parametri coinvolti nel trattamento dell'aria sono temperatura, umidità, velocità e purezza. Per ciascuno di questi parametri esiste un organo o un componente della macchina in grado di controllarlo, regolarlo e/o modificarlo.

## Componenti
La U.T.A. è definita macchina per il semplice fatto che è dotata di un ventilatore capace di aspirare l'aria e di spingerla verso i punti di diffusione in ambiente. La U.T.A. o C.T.A. generalmente è composta da:
- una serranda di presa
- un recuperatore (quando espressamente indicato), obbligatorio in caso di unità a doppio flusso come da Regolamento Europeo UE 1253/2014
- uno o più filtri aria
- una batteria di pre-riscaldamento (quando necessaria)
- una batteria di raffreddamento e deumidificazione
- una sezione umidificante (quando necessaria)
- una batteria di post-riscaldamento
- un filtro ad alta efficienza (solo in particolari utilizzazioni)
- un ventilatore di mandata aria
- un ventilatore di aspirazione/espulsione aria

Nel caso di impianto a tutt'aria con ricircolo, esiste anche una zona di miscela con l'aria incanalata nuovamente nell'impianto, che può essere posta o nella parte iniziale o nella parte centrale della macchina. Vi sono unità che non presentano il recuperatore di calore, e addirittura macchine che non sono dotate di batteria di post-riscaldamento, poiché quest'ultimo può essere effettuato a livello periferico (post-riscaldamento di zona).

### Recuperatore
Il recupero energetico viene spesso effettuato ai fini del risparmio di energia. Quando una U.T.A. è dotata di recuperatore, oltre al ventilatore di mandata è presente anche un ventilatore di ripresa dell'aria trattata; in questo modo si hanno due percorsi indipendenti, aria da trattare e aria trattata.
Il recupero di calore può essere di due tipi: sensibile e latente. Nel primo caso si ha una cessione del contenuto entalpico di uno dei due fluidi, in modo da pre-riscaldare (d'inverno) o pre-raffreddare (d'estate) l'aria da trattare. Il recupero latente si ha solo d'estate e può essere spiegato in questo modo: in estate l'aria è molto umida e per eliminare l'umidità l'unico mezzo è quello di farla condensare. Per poter condensare questo vapore acqueo è necessario prelevare una quantità di calore, nota come calore latente di vaporizzazione. Quindi l'aria trattata, fredda e deumidificata, assorbe questo calore e opera una pre-deumidificazione dell'aria da trattare. Nel caso si abbia un recupero latente, è presente anche uno sensibile.

### Batterie di scambio termico e sezione umidificante
La batteria di scambio termico è uno scambiatore di calore, solitamente a tubi alettati, del tipo aria/acqua. L'acqua può essere calda o refrigerata, e le loro corrette denominazioni sono:
- batteria di pre-riscaldamento
- batteria di raffreddamento e deumidificazione (fredda)
- batteria di post-riscaldamento

Il pre-riscaldamento è una batteria calda e viene utilizzata soltanto nella climatizzazione invernale. Il suo scopo è quello di scaldare l'aria in modo da aumentarne la temperatura mantenendo l'umidità assoluta costante. In uscita si avrà aria più calda ma abbastanza secca, quindi non ancora buona da immettere in ambiente.
La batteria fredda viene utilizzata durante la climatizzazione estiva, e questo unico elemento opera due trasformazioni: raffredda l'aria in ingresso e la deumidifica; infatti essa è dotata di una vasca di raccolta della condensa. In uscita dalla batteria l'aria non può essere ancora immessa poiché nonostante l'umidità assoluta sia scesa, quella relativa è elevata (attorno al 90%).
La sezione umidificante serve a umidificare l'aria in uscita dal pre-riscaldamento, in modo da aumentare l'umidità assoluta; esistono vari modi di umidificare, il più semplice è quello di utilizzare acqua nebulizzata. Alla fine l'aria ha, rispetto all'ingresso, temperatura più bassa, umidità relativa alta (tra il 90% e il 100%).
Il post-riscaldamento funziona sia d'estate che d'inverno e accoglie aria con una forte umidità relativa; per poterla portare a valori confortevoli (dal 40% al 50%) è necessario operare un riscaldo che possa aumentare la temperatura, mantenendo l'umidità assoluta costante. In uscita l'aria è nelle condizioni termo-igrometriche richieste per poter essere immessa nell'ambiente.

### Ventilatore
Il ventilatore di mandata nella maggior parte dei casi è centrifugo, e soprattutto ha la possibilità di variare la velocità di rotazione. La variazione della velocità può essere realizzata o meccanicamente (variando i diametri delle pulegge) o elettronicamente (inverter).
Le velocità di mandata dell'aria variano a seconda dell'applicazione e della grandezza dell'impianto, ma è bene avere valori non superiori ai 10 m/s, perché a velocità elevate, oltre a problemi di rumorosità e di perdite di carico (che aumentano in modo quadratico con la velocità), si avrebbe un getto d'aria fastidioso per gli occupanti. Valori di immissione in ambiente (ambiente civile) non dovrebbero superare i 3 m/s.

## Funzionamento
Si distingue tra funzionamento in regime invernale ed estivo. Durante l'inverno l'aria incontra nell'ordine: serranda di presa, filtro, recuperatore, pre-riscaldamento, sezione umidificante, post-riscaldamento, filtro, ventilatore. La batteria fredda e la sezione deumidificante non sono operative. Per quanto riguarda l'estate il percorso è il seguente: serranda di presa, filtro, recuperatore, batteria fredda, post-riscaldamento, filtro, ventilatore. La batteria pre-riscaldamento e la sezione umidificante non sono operative.
L'UTA possiede molteplici collegamenti con altri impianti. Oltre alle canalizzazioni aerauliche, occorre collegare la macchina all'impianto dell'acqua calda, dell'acqua refrigerata (per le batterie), dell'acqua a temperatura ambiente (per la sezione umidificante). Vi sono collegamenti elettrici (ventilatore, centraline, motori serrande) e scarichi verso fognatura (acqua di condensa, acqua nebulizzata a perdere). Vengono installate in ambienti aperti, quasi sempre sulle coperture degli edifici; nel caso in cui l'ubicazione sia in luoghi chiusi, occorre realizzare un canale di aspirazione che prende da un punto esterno.